# Lie to Me (Chris Isaak)
Lie to Me is een nummer van het Amerikaanse zanger Chris Isaak uit 1987. Het is de derde single van zijn titelloze studioalbum.
"Lie to Me" bereikte enkel in Nederland de lijsten, dit gebeurde tweemaal. De eerste keer was in 1987, maar toen was het met een 5e positie in de Tipparade niet heel succesvol. In 1991 werd het nummer opnieuw uitgebracht. Dit keer werd het nummer wel een bescheiden succes. Het haalde de 28e positie in de Nederlandse Top 40.